# Rødding Sogn (Vejen Kommune)
Rødding Sogn ist eine Kirchspielsgemeinde (dän.: Sogn)  im südlichen Dänemark. Bis 1970 gehörte sie zur Harde Frøs Herred im damaligen Haderslev Amt, danach zur Rødding Kommune im Sønderjyllands Amt, die im Zuge der  Kommunalreform zum 1. Januar 2007 in der „neuen“  Vejen Kommune in der Region Syddanmark aufgegangen ist.
Im Kirchspiel leben 3306 Einwohner, davon 2784 im Kirchdorf (Stand:1. Januar 2023). Im Kirchspiel liegt die Kirche „Rødding Kirke“.
Nachbargemeinden sind  im Westen Sønder Hygum Sogn, im Nordwesten Hjerting Sogn, im Nordosten Skrave Sogn, im Osten Jels Sogn und im Südosten Øster Lindet Sogn, sowie im Süden Gram Sogn in der benachbarten Haderslev Kommune.